# Ich kann nicht mehr
Ich kann nicht mehr (do alemão, Não consigo mais) é o oitavo single da banda Jennifer Rostock e o segundo single do álbum Mit Haut und Haar.
Obteve o 60º nas paradas musicais da Alemanha.
Foi com a música Ich kann nicht mehr que a banda foi pela segunda vez ao Bundesvision Song Contest de 2011, obtendo a oitava colocação.

## Vídeo
No vídeo de Ich kann nicht mehr mostra inicialmente todos os membros da banda em um elevador, depois Jennifer se separa do outros integrantes da banda. Joe, Alex, Christopher e Baku seguem para uma festa. Eles não conseguem mais fazer contado com Jennifer.Enquanto ela está sofrendo em um quarto, começa a delirar e se sentir perseguida, começa a fugir. Fica sentada em uma janela aberta, mostrando a paisagem e logo após Jennifer não é mais vista no local.

## Faixas[5]
| N.º            | Título                                         | Compositor(es)                         | Duração |  |
| 1.             | "Ich kann nicht mehr"                          | Jennifer Weist, Johannes Walter Müller | 3:18    |  |
| 2.             | "Stur"                                         | Jennifer Weist, Johannes Walter Müller | 2:45    |  |
| 3.             | "Es war nicht alles schlecht" (Live in Berlin) | Jennifer Weist, Johannes Walter Müller | 4:27    |  |
| 4.             | "Nenn mich nicht Jenny" (Live in Berlim)       | Jennifer Weist, Johannes Walter Müller | 5:07    |  |
| 5.             | "Ich kann nicht mehr" (Blitzkids MTV. Remix)   | Jennifer Weist, Johannes Walter Müller | 2:53    |  |
| 6.             | "Ich kann nicht mehr" (Guido Cravero Remix)    | Jennifer Weist, Johannes Walter Müller | 3:33    |  |
| 7.             | "Ich kann nicht mehr" (Etnik Remix)            | Jennifer Weist, Johannes Walter Müller | 5:17    |  |
| 8.             | "3 Milionen Schatten" (Vídeo/Live in Tape.TV)  |                                        | 3:53    |  |
| Duração total: | Duração total:                                 | Duração total:                         | 27:20   |  |